# 三叔丁基甲醇
三叔丁基甲醇（也称为2,2,4,4-四甲基-3-叔丁基-戊烷-3-醇）是一种有机化合物，分子式C13H28O，结构简式((H3C)3C)3COH或tBu3COH。